# Tommaso Cacciapuoti

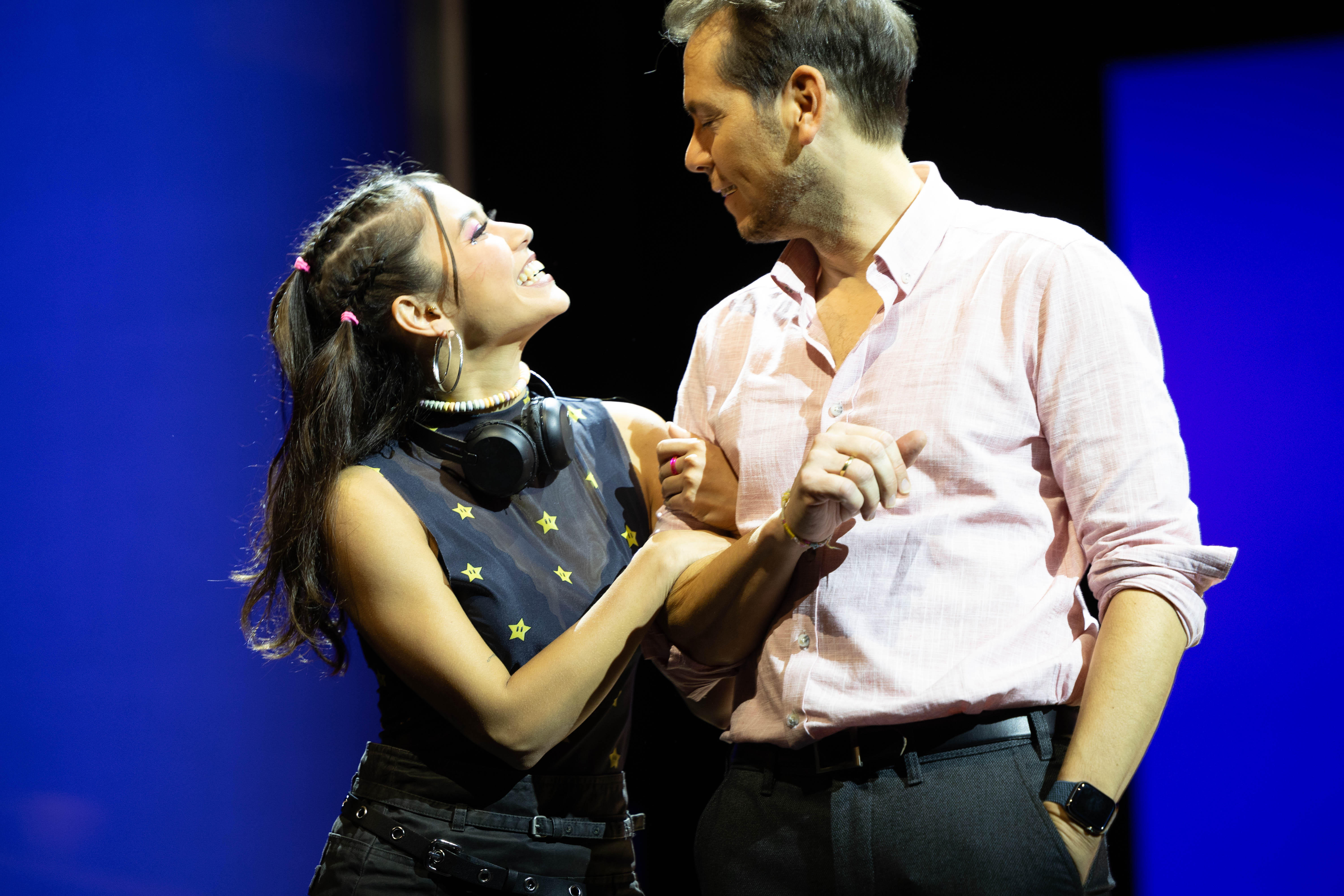
Tommaso Cacciapuoti (rechts) in „Das perfekte Geheimnis“, Komödie am Kurfürstendamm (2023)

Tommaso Cacciapuoti (* 1971 in West-Berlin) ist ein italienisch-finnischer Schauspieler.

## Leben
Tommaso Cacciapuoti wurde als Sohn eines italienischen Vaters und einer finnischen Mutter geboren. Er absolvierte von 1992 bis 1995 eine Schauspielausbildung an der Schauspielschule von Maria Körber, dem Schauspielstudio Maria Körber, in Berlin. Bereits während des Schauspielstudiums spielte er Rollen in den RTL-Soap-Operas Gute Zeiten, schlechte Zeiten und Unter uns.
Ab 2004 begann dann auch seine kontinuierliche Karriere im deutschen Fernsehen. Cacciapuoti übernahm hierbei mehrere durchgehende Serienrollen, wiederkehrende Episodenrollen und auch Gastrollen. So spielte er ab 2004 in einer festen Serienrolle die Rolle des Leo in der ARD-Fernsehserie Dr. Sommerfeld – Neues vom Bülowbogen. Bekanntheit erlangte Cacciapuoti auch in der Rolle des Polizeiobermeisters Fabian Brandt in der ARD-Fernsehserie Großstadtrevier, wo er an der Seite von Jan Fedder und Peter Heinrich Brix spielte.
Cacciapuoti wirkte auch in einigen Kurzfilmen und Kinoproduktionen mit, unter anderem 2006 in einer kleinen Rolle in Die Wolke. Eine beeindruckende Darstellung zeigte er in dem Film HerzHaft, in dem er als Fußballtrainer eine schwul-erotische Beziehung zu einem 15-jährigen Schüler hat. Der Film erhielt 2007 den Publikumspreis bei den 18. Lesbisch-schwulen Filmtagen in Hamburg. 2008 spielte Cacciapuoti in dem Kurzfilm Dunkelrot, der 2008 den Kurzfilmpreis beim Max-Ophüls-Preis erhielt.
Theaterengagements hatte Cacciapuoti unter anderem am Theater am Kurfürstendamm in Berlin, an der Tribüne in Berlin, am Altonaer Theater in Hamburg, an der Komödie Winterhuder Fährhaus in Hamburg, am Theater an der Kö in Düsseldorf, und am Fritz-Remond-Theater in Frankfurt am Main. 2001 spielte Cacciapuoti erfolgreich am Theater am Kürstendamm gemeinsam mit Maria Sebaldt, Chariklia Baxevanos, Peer Schmidt und Jürgen Thormann in der Komödie Was zählt, ist die Familie.
2008 spielte er am Mecklenburgischen Staatstheater Schwerin die Rolle des Willi Appeldorn in einer Bühnenfassung nach Motiven des Films Große Freiheit Nr. 7. Von 2008 bis 2010 trat Cacciapuoti mit den Liederabenden Männerbeschaffungsmaßnahmen und Pasta e Basta an den Hamburger Kammerspielen auf. In der Berliner Erstaufführung des Broadwaystücks Zweifel (Doubt) von John Patrick Shanley spielte Tommaso Cacciapuoti 2010 bei der Vagantenbühne, an der Seite von Doris Prilop (Schwester Aloysius), die Rolle des zwielichtigen Pater Flynn.
Im Juli und August 2011 spielte er im Hamburger Jedermann in der Hamburger Speicherstadt.
Im Oktober und Dezember 2023 spielte er den Gastgeber Robert im Stück Das perfekte Geheimnis in der Komödie am Kurfürstendamm.

## Filmografie (Auswahl)
- 1993: Gute Zeiten, schlechte Zeiten
- 1994: Unter uns
- 1999: Für alle Fälle Stefanie
- 2000–2004: Dr. Sommerfeld – Neues vom Bülowbogen
- 2004: Anja und Anton
- 2004–2006: Großstadtrevier
- 2006: Die Wolke
- 2007: Innere Werte
- 2008: HerzHaft
- 2008: Dunkelrot